# Ligne de Paris-Saint-Lazare à Ermont - Eaubonne
La ligne de Paris-Saint-Lazare à Ermont - Eaubonne est une ligne ferroviaire des Hauts-de-Seine et du Val-d'Oise, en Île-de-France, d'une longueur de 14,8 km. Ouverte de 1837 à 1863, elle est depuis essentiellement parcourue par un trafic de banlieue en provenance ou à destination de la gare Saint-Lazare à Paris, actuel réseau Transilien Paris-Saint-Lazare (ligne J). Elle est, depuis 2015, propriété de SNCF Réseau. La ligne est souvent appelée par son nom traditionnel, le Groupe IV de Saint-Lazare.
La ligne a fait l'objet d'importants travaux pour la recréation en 2006 d'une liaison directe de Paris à Ermont. Elle constitue la ligne no 334 900 du réseau ferré national.

## Histoire

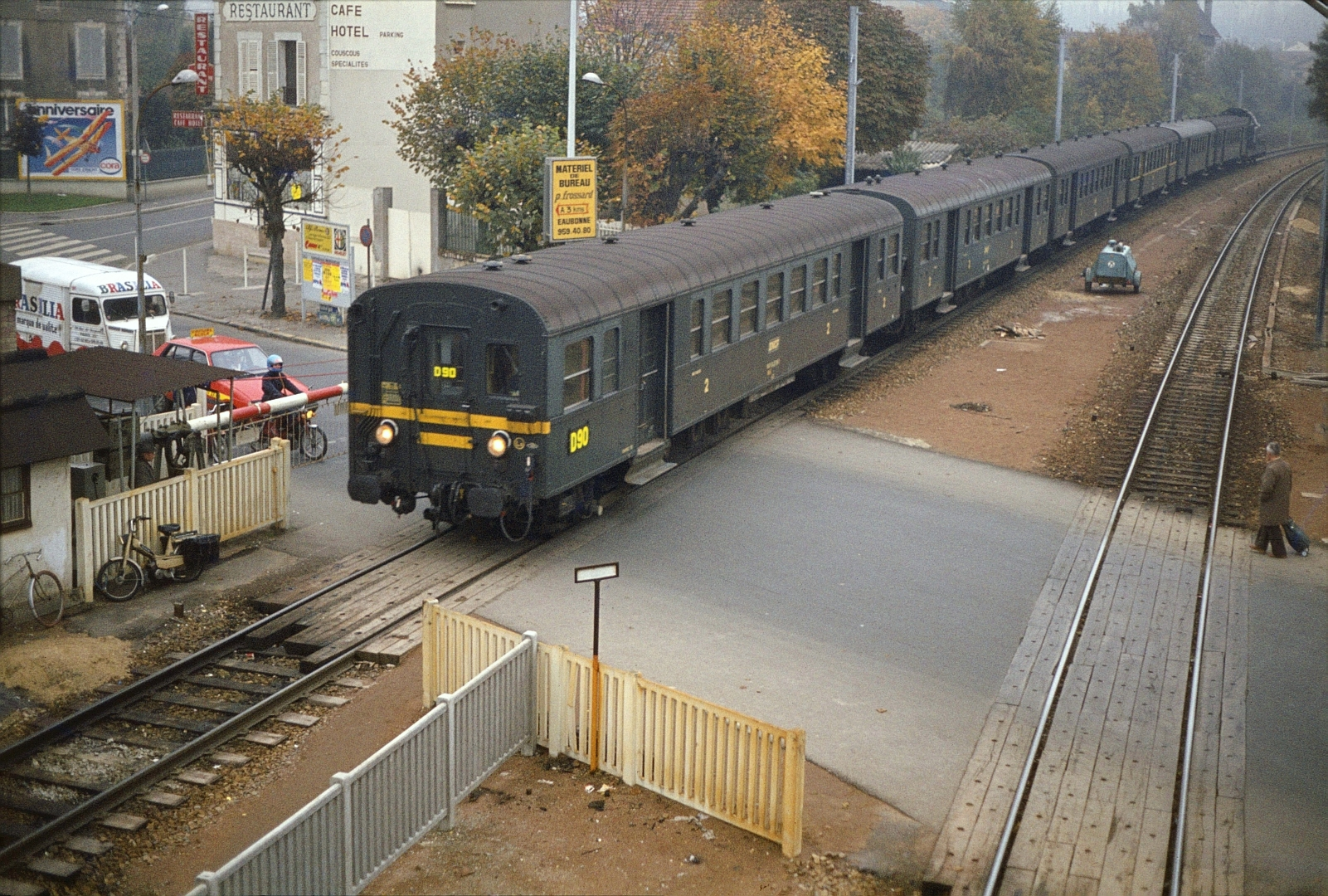
Une rame Talbot franchit l'ancien passage à niveau de Sannois le 13 novembre 1982.

### Chronologie
- Le 24 août 1837, ouverture de la ligne de Paris-Saint-Lazare à Saint-Germain-en-Laye ;
- Le 28 avril 1851, ouverture du tronçon entre Asnières-sur-Seine et Argenteuil (rive gauche) ;
- Le 1er août 1863, franchissement de la Seine et ouverture de la jonction d'Argenteuil à Ermont - Eaubonne ;
- Le 5 janvier 1936, électrification de la ligne en 750 V par troisième rail jusqu'à Argenteuil ;
- Le 27 mars 1967, réélectrification de la ligne en 25 kV par caténaire jusqu'à Argenteuil ;
- En mai 1983, électrification en 25 kV par caténaire du tronçon entre Argenteuil et Ermont - Eaubonne.

### La ligne d'Argenteuil

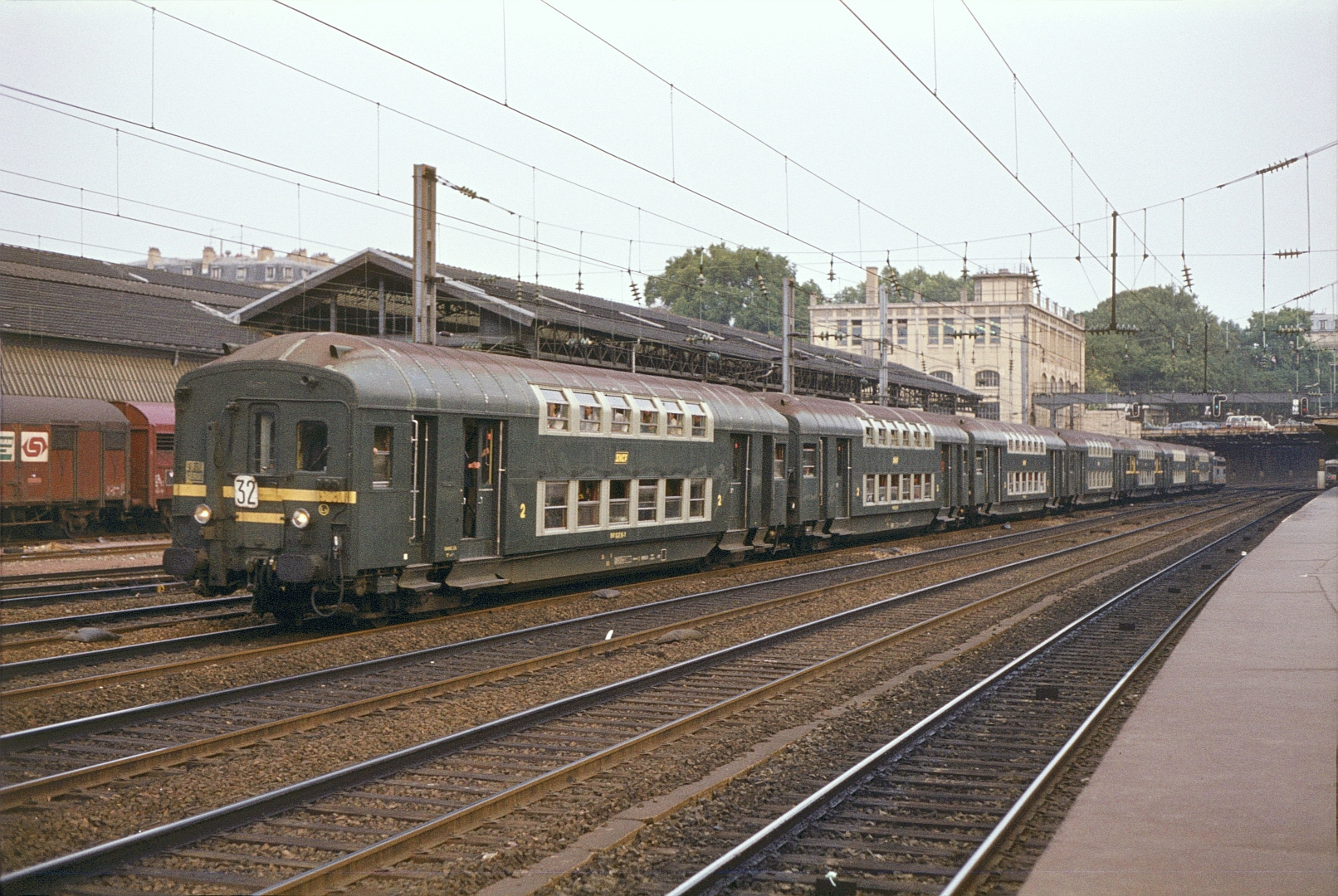
Un train « direct Argenteuil », composé de voitures ex-État à deux niveaux, passe la gare de Pont-Cardinet sur les voies du groupe VI le 17 septembre 1982.

La ligne d'Asnières-sur-Seine à Argenteuil est concédée à M. Andraud par une ordonnance royale le 10 janvier 1846. La ligne est ouverte le 28 avril 1851> ; elle atteint de fait la gare d'Argenteuil Rive Gauche, située à Gennevilliers à la limite avec Colombes, à proximité du pont routier d'Argenteuil, alors à péage, avant le franchissement du fleuve. Elle s'embranche 170 mètres après la gare d'Asnières sur les lignes existantes de Paris à Saint-Germain-en-Laye, ouverte en 1837, et de Paris à Versailles-Rive-Droite, ouverte en 1839.
Malgré sa faible longueur, le tronçon est économiquement important : il relie à Paris, ainsi qu'à la Normandie, une petite région assez peuplée (Argenteuil, Colombes), riche région maraîchère, et où l'exploitation du gypse pour la fabrication du plâtre est en pleine expansion.
La ligne est concédée à l'ingénieur Andraud, qui souhaite y expérimenter son système de locomotion à air comprimé, mais ce dernier ne parvient pas à réunir les capitaux nécessaires. Il cède en conséquence sa concession à la Compagnie du chemin de fer de Paris à Saint-Germain, à condition de pouvoir disposer pour ses expériences de la courte portion de ligne entre l'ancienne gare du Pecq et Le Vésinet sur la ligne de Saint-Germain, à l'abandon depuis la mise en place du chemin de fer atmosphérique.
La compagnie souhaite l'extension de son réseau afin de combler les pertes financières dues aux émeutes de 1848, qui ont fortement affecté sa ligne de Saint-Germain. Elle confie la construction de la nouvelle ligne à l'ingénieur Flachat. Il réalise le tronçon rapidement et économiquement, le montant des dépenses n'atteignant pas 400 000 francs. Le tronçon est inauguré le 27 avril 1851 par un convoi comprenant, en particulier, deux grands wagons mixtes à six roues d'une capacité de 90 personnes chacun, 60 à l'intérieur et 30 sur les banquettes couvertes de l'impériale.
La ligne voit son importance croître rapidement au-delà du seul plan local. Elle devient un lien stratégique avec l'ouverture au sud du raccordement de Viroflay en 1852, permettant une liaison vers la Bretagne par la ligne de Paris à Brest, et au nord d'une liaison avec la Flandre, à la suite du projet de jonction des réseaux Nord et Ouest avec la réalisation d'un court tronçon entre les gares d’Argenteuil et d’Ermont>.

### La jonction entre Argenteuil et Ermont - Eaubonne
Le court tronçon de cinq kilomètres entre Argenteuil et Ermont ne comportant qu'une gare intermédiaire est concédé à la Compagnie des chemins de fer du Nord par une convention signée le 21 juin 1857 entre le ministre des Travaux publics et la Compagnie. Cette convention est approuvée par un décret impérial le 26 juin 1857. Cette section est établie à frais communs par les compagnies de l'Ouest et du Nord afin de créer une jonction entre les deux réseaux.
Le décret impérial du 11 juin 1859 concède à titre définitif à la Compagnie de l'Ouest une seconde ligne de Paris à Dieppe. Cette dernière est déjà desservie via la vallée de la Seine par un embranchement établi peu après Rouen depuis le 1er août 1848. Mais la nouvelle liaison, plus courte que la précédente avec environ 170 kilomètres, est prévue par Pontoise, Gisors, Gournay-en-Bray et Neufchâtel-en-Bray. Cet itinéraire est constitué de plusieurs tronçons : le premier, de Paris à Argenteuil, ouvert en 1851, le deuxième, d'Argenteuil à Ermont, avec cinq kilomètres construits par la Compagnie du Nord, le troisième, d'Ermont à Pontoise ouvert le 1er août 1863, aux mêmes dates que la courte extension plus à l'Ouest de Saint-Ouen-l'Aumône à Pontoise,, le quatrième, un tronçon de quinze kilomètres de la ligne du Nord ouverte en 1846, et enfin le cinquième, 140 kilomètres réalisés par la Compagnie de l'Ouest à travers le Vexin français et le pays de Bray. Ce cinquième tronçon est mis en service par étapes d'octobre 1868 à décembre 1873.

### L'électrification de la ligne d'Argenteuil
En 1924, la ligne est électrifiée entre Saint-Lazare et Bois-Colombes. L'ancienne gare du Champ-de-Mars, dite gare des Carbonnets, remontée à proximité de la gare de Bois-Colombes en 1897, sert alors de terminus. Dotée de voies en impasse accueillant les trains omnibus Paris - Bois-Colombes, elle cohabite avec la gare de Bois-Colombes, située à une centaine de mètres, desservie par les trains à vapeur se rendant au-delà, vers Argenteuil et Pontoise.
Au début des années 1930, la ligne comporte quatre passages à niveau entre Bois-Colombes et Le Stade, provoquant des embouteillages croissants. La décision de leur suppression et de leur remplacement par des passages supérieurs ou inférieurs est prise en 1932.
Le projet prévoit suivant le profil en long du terrain, l'abaissement des voies de six mètres entre Bois-Colombes et Colombes et leur élévation d'autant entre Colombes et Le Stade. Afin de perturber le moins possible l'important trafic ferroviaire, il est décidé d'édifier deux nouvelles voies, parallèles aux anciennes, pendant le temps des travaux. Il apparaît alors judicieux de pérenniser cette configuration afin de disposer de quatre voies jusqu'au Stade, permettant de mieux séparer les groupes IV et VI et de fluidifier le trafic. Ces deux nouvelles voies permettent par ailleurs de pousser l'électrification par troisième rail de Bois-Colombes à Argenteuil, où un terminus intermédiaire est établi.

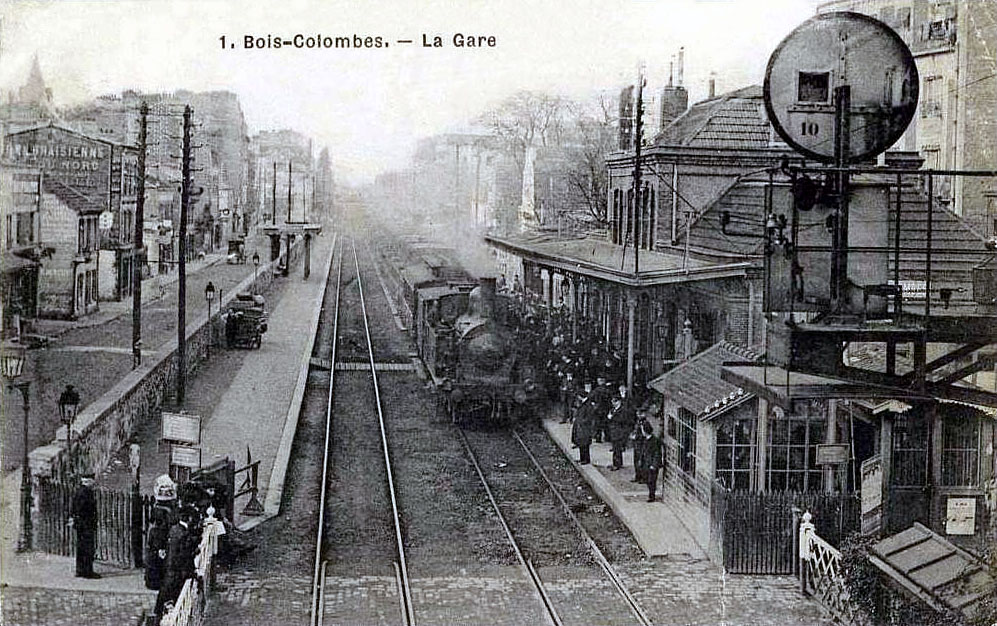
La gare de Bois-Colombes vue du passage à niveau de la rue des Bourguignons en direction d'Argenteuil, vers 1910, avant le creusement de la tranchée.

En 1933, le gouvernement vient en aide aux 300 000 chômeurs victimes de la crise économique par le lancement d'un programme de grands travaux contre le chômage, dit plan Marquet. Celui-ci comprend le quadruplement des voies de Bois-Colombes au Stade.
Les travaux démarrent fin 1933 et sont menés à bien en deux ans. Les deux nouvelles voies sont livrées à la circulation en janvier 1935 de Bois-Colombes à Colombes, puis en février jusqu'au Stade. Les deux voies provisoires sont mises à niveau en décembre. Afin d'éviter une césure de l'agglomération de Colombes, la traversée de la ville est établie en viaduc, de fait par deux viaducs accolés. Ces derniers, constitués d'un tablier en poutrelles d'acier enrobées d'une chape de béton, et reposant sur des portiques de béton, sont achevés en février et août 1935. La gare de Colombes est entièrement reconstruite, avec un quai central situé entre les deux viaducs parallèles.
Les gares de Bois-Colombes et du Stade sont également reconstruites : la première est réédifiée dans un style caractéristique de l'époque au-dessus des voies par l'architecte Urbain Cassan ; la seconde est a contrario rebâtie sous les voies. La halte du Stade est alors ouverte en permanence, et non plus uniquement lors de réunions sportives comme auparavant. La gare des Carbonnets est transformée en atelier.
Entre Asnières et Bois-Colombes, les voies banlieue du groupe IV franchissent la voie impaire du groupe VI par une tranchée couverte afin d'assurer une totale séparation des deux groupes. À partir de Bois-Colombes, les voies du groupe IV se placent entre celles, latérales et dénuées de quais, du groupe VI<.
Les deux voies du groupe IV sont dotées d'un troisième rail alimenté en 750 V. L'alimentation est assurée par une sous-station supplémentaire établie dans les emprises de la gare de marchandises d'Argenteuil, dotée de trois groupes de commutatrices de 1000 kilowatts et équipée d'un dispositif de commande automatique. Le nouveau service électrique avec grille de desserte plus dense est inauguré le 5 janvier 1936.

### L'électrification en 25 kV

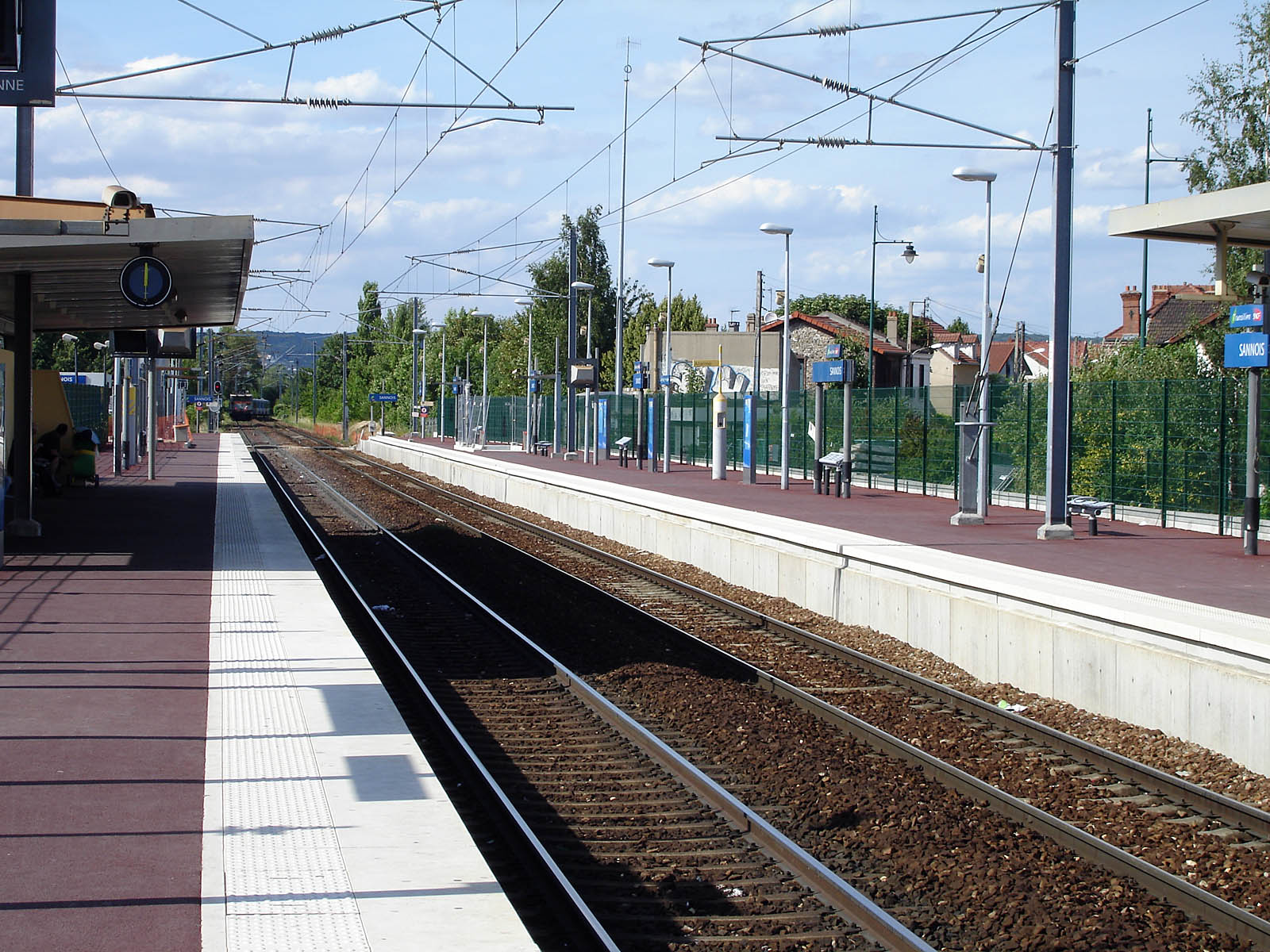
La gare de Sannois, unique gare intermédiaire du tronçon entre Argenteuil et Ermont - Eaubonne.

Le 27 mars 1967, la ligne est réélectrifiée en courant alternatif 25 kV par caténaire jusqu'à Argenteuil lors de la mise sous tension connexe des voies du groupe VI jusqu'à Mantes-la-Jolie ; toutefois, l'exploitation du groupe IV jusqu'à Bois-Colombes se poursuit avec du matériel sous troisième rail 750 V jusqu'en 1975. L'exploitation de Bois-Colombes à Argenteuil et au-delà vers Mantes est assurée à l'aide de matériel moderne, mais le rail de contact, non alimenté, reste en place de Bois-Colombes à Argenteuil jusqu'à l'automne 1975 où sa dépose est réalisée.
Le court tronçon Ermont - Argenteuil est un des rares du réseau de banlieue à subsister sous traction thermique au début des années 1980. Géré par la région de Paris-Nord, il a pour vocation d'assurer un rabattement vers les réseaux de Paris-Nord à Ermont - Eaubonne, et de Paris Saint-Lazare à Argenteuil, moyennant une correspondance dans ces gares. L'attraction croissante du quartier Saint-Lazare et la réalisation du quartier d'affaires de La Défense provoquent une fréquentation croissante de cette ligne. Sa desserte, assurée en navette à la demi-heure en journée et à raison de six trains par heure lors des pointes de trafic, est convenable mais le block manuel et le matériel engagé, des rames Talbot tractées par des BB 66000 ou 66400 avec voiture chaudière, ne sont plus à la hauteur d'un service moderne de banlieue.
La modernisation de ce tronçon avec électrification par caténaire en 25 kV et introduction du block automatique lumineux (BAL) ne pose pas de difficultés et est réalisé de manière anticipée en mai 1983, dans le cadre du projet VMI, dont l'objet est la création d'une antenne nord-ouest à la ligne C du RER, ouverte le 25 septembre 1988 et à laquelle s'intègre ce tronçon. Cette électrification permet de supprimer une des dernières enclaves à traction diesel en banlieue. À Argenteuil, une seconde voie à quai en impasse est établie ultérieurement pour les trains terminus du RER C.

### Le projet Ermont - Saint-Lazare

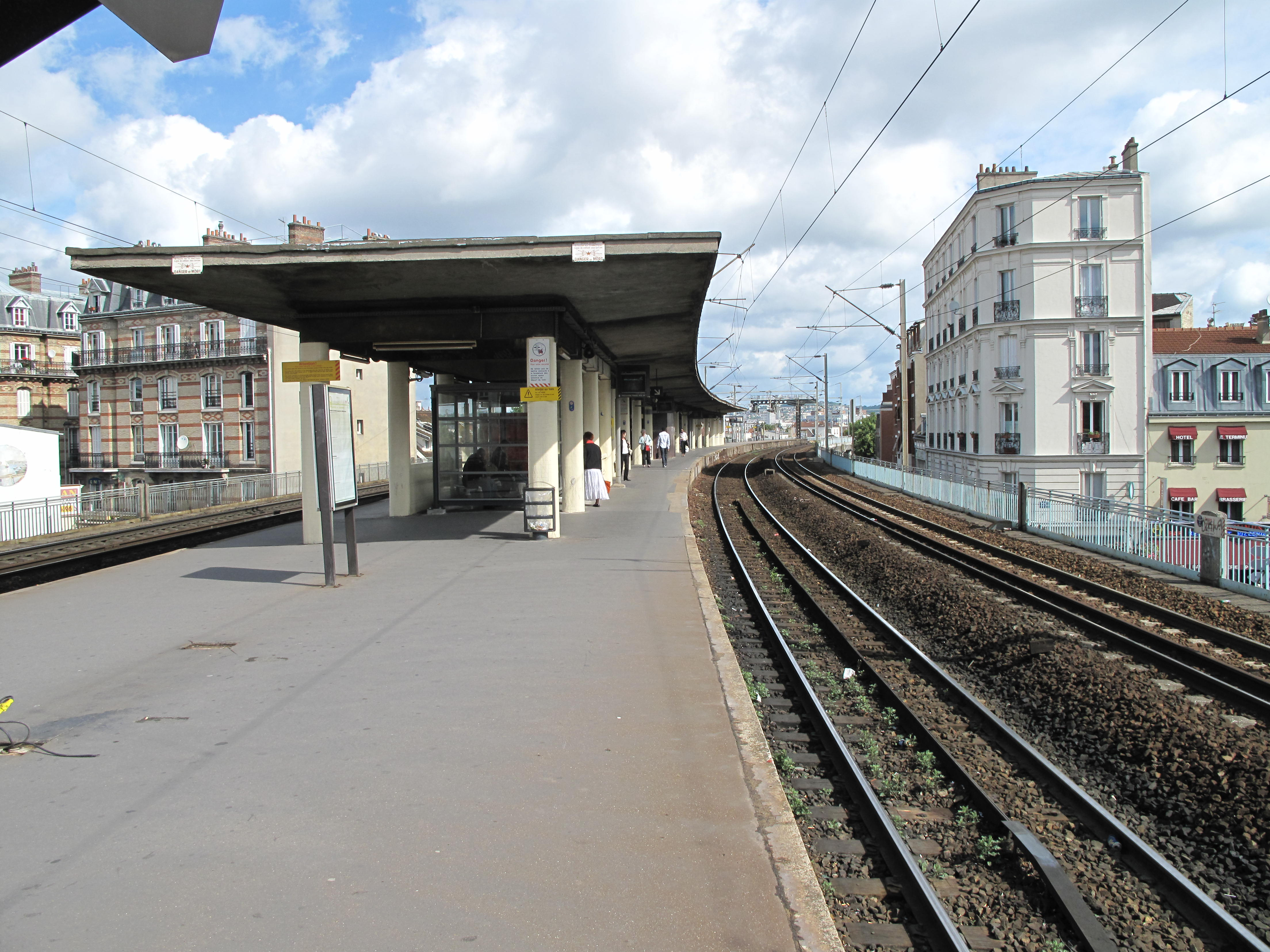
La gare de Colombes, vue en direction d'Ermont - Eaubonne.

À la fin des années 1990, la situation des pôles d'Argenteuil et d'Ermont - Eaubonne est particulièrement critique. Sur la ligne de Paris-Saint-Lazare à Argenteuil, le nombre de voies se réduit de quatre à deux depuis les années 1930 après la gare du Stade, afin de franchir la Seine grâce à un unique viaduc à deux voies. Ce point noir voit se mélanger les trains omnibus du groupe IV et ceux directs de Paris à Argenteuil ou au-delà du groupe VI, créant d'inévitables conflits de circulation, croissants avec l'importance du trafic. En gare d'Ermont - Eaubonne, nœud ferroviaire important, la rencontre à niveau des lignes en provenance de Paris-Nord et de la ligne C entraîne là aussi de nombreux conflits de circulation, aggravés par les cisaillements de voies par des trains de courants opposés.
Enfin, la liaison d'Ermont - Eaubonne à Argenteuil est assurée par les trains de la ligne C, alors que la demande s'oriente largement vers Paris-Saint-Lazare, en direction des pôles économiques majeurs du Nord-Ouest parisien. Pourtant celle-ci nécessite un voire deux changements en direction du quartier de La Défense, s'avérant très pénalisants. Pour ces raisons, un projet de rétablissement d'une liaison directe d'Ermont à Paris-Saint-Lazare est décidée, avec le remodelage des deux pôles de correspondance afin de supprimer deux points noirs ferroviaires. Ce projet est inscrit au contrat de plan État-région (CPER) 2000-2006.
Les travaux de remise en service de la liaison réalisés entre 2003 et 2006 ont consisté :
- à passer de deux à quatre voies entre la gare du Stade et la gare d'Argenteuil avec un nouveau viaduc sur la Seine parallèle au viaduc existant ;
- à créer deux ouvrages souterrains (entre les gares du Stade et d'Argenteuil d'une part, entre les gares d'Ermont - Eaubonne et de Cernay d'autre part) pour supprimer les croisements de trains au même niveau ;
- à créer à Ermont - Eaubonne un pôle multimodal entre les lignes C, H, J et les autobus, tout en supprimant le raccordement des voies ferrées venant d'Argenteuil vers la banlieue de Paris-Nord, et en créant deux sauts-de-moutons permettant de fluidifier le trafic des lignes de la banlieue Nord (ceux-ci ne seront finalement pas réalisés). La mise en service du pôle multimodal est alors prévue pour 2009.

Le coût total de l’opération est estimé à 238,58 M€ (conditions économiques de janvier 2000). Une première phase fonctionnelle, chiffrée à 196,07 M€ (conditions économiques de janvier 2002), a fait l’objet d’une convention de financement, signée le 28 février 2003 :
- État : 56,41 M€
- Région : 112,82 M€
- Conseil général du Val-d'Oise : 8,03 M€
- RFF (prêt Région) : 16,32 M€
- SNCF (prêt Région) : 2,48 M€

## La ligne

### Tracé
La ligne, longue d'un peu moins de quinze kilomètres et entièrement à double voie, se dirige vers le nord-ouest, et traverse par deux fois la Seine, avant Asnières-sur-Seine puis avant Argenteuil.
Après le franchissement du fleuve par un viaduc à dix voies, commun aux groupes II à VI du réseau Transilien Paris Saint-Lazare, elle dessert la gare d'Asnières-sur-Seine située en remblai, où elle se sépare des voies des groupes II et III (lignes vers Versailles-Rive-Droite / Saint-Nom-la-Bretèche et vers Nanterre-Université / Cergy-le-Haut). La gare passée, elle se sépare également des voies du groupe V (ligne vers Mantes par Poissy) par un saut-de-mouton de reclassement, qui permet également le regroupement au centre des deux voies du groupe IV, encadrées par les deux voies du groupe VI (ligne vers Mantes par Conflans-Sainte-Honorine) dépourvues de quais de Bois-Colombes au Stade inclus.
Après avoir desservi la gare de Bois-Colombes, située en tranchée et dotée d'une voie centrale de retournement suivie de deux voies de garage, la ligne atteint la gare de Colombes située en viaduc. Alors en remblai, elle dessert la gare du Stade, dotée de deux voies centrales de retournement, avant de franchir l'autoroute A86 puis de nouveau la Seine après un nouveau saut-de-mouton de reclassement, plaçant les deux voies du groupe IV à l'est des deux voies du groupe VI. La ligne atteint Argenteuil avant de se séparer des voies du groupe VI, et bifurque en direction du nord-est pour gagner Sannois et la vallée de Montmorency par une profonde tranchée franchie par l'autoroute A15, avant de s'orienter vers l'est et s'achever en gare d'Ermont - Eaubonne par deux voies en impasse en léger remblai.
Voir le schéma de ligne détaillé dans l'infobox

### Ouvrages d’art
Les principaux ouvrages d'art du tracé sont constitués par le viaduc d'Asnières sur la Seine (161 m), le viaduc de Colombes (360 m), le pont sur l'autoroute A86 (55 m) et le viaduc d'Argenteuil sur la Seine (195 m).

### Équipement
La ligne est électrifiée comme tout le réseau Saint-Lazare en 25 kV-50 Hz monophasé, équipée du block automatique lumineux (BAL), du contrôle de vitesse par balises (KVB) et d'une liaison radio sol-train sans transmission de données avec identification.

### Vitesses limites
Vitesses limites de la ligne en 2012 pour les trains V 120 et V 140 en sens impair (certaines catégories de trains, comme les trains de marchandises, possèdent des limites plus faibles) :
| De (PK)                     | À (PK)                      | Limite (km/h) |
| --------------------------- | --------------------------- | ------------- |
| Paris-Saint-Lazare (PK 0,0) | Potence A4 (PK 0,5)         | 30            |
| Potence A4 (PK 0,5)         | Le Stade (PK 8,1)           | 70            |
| Le Stade (PK 8,1)           | Ermont - Eaubonne (PK 14,2) | 80            |

## Trafic

### Présentation de la desserte

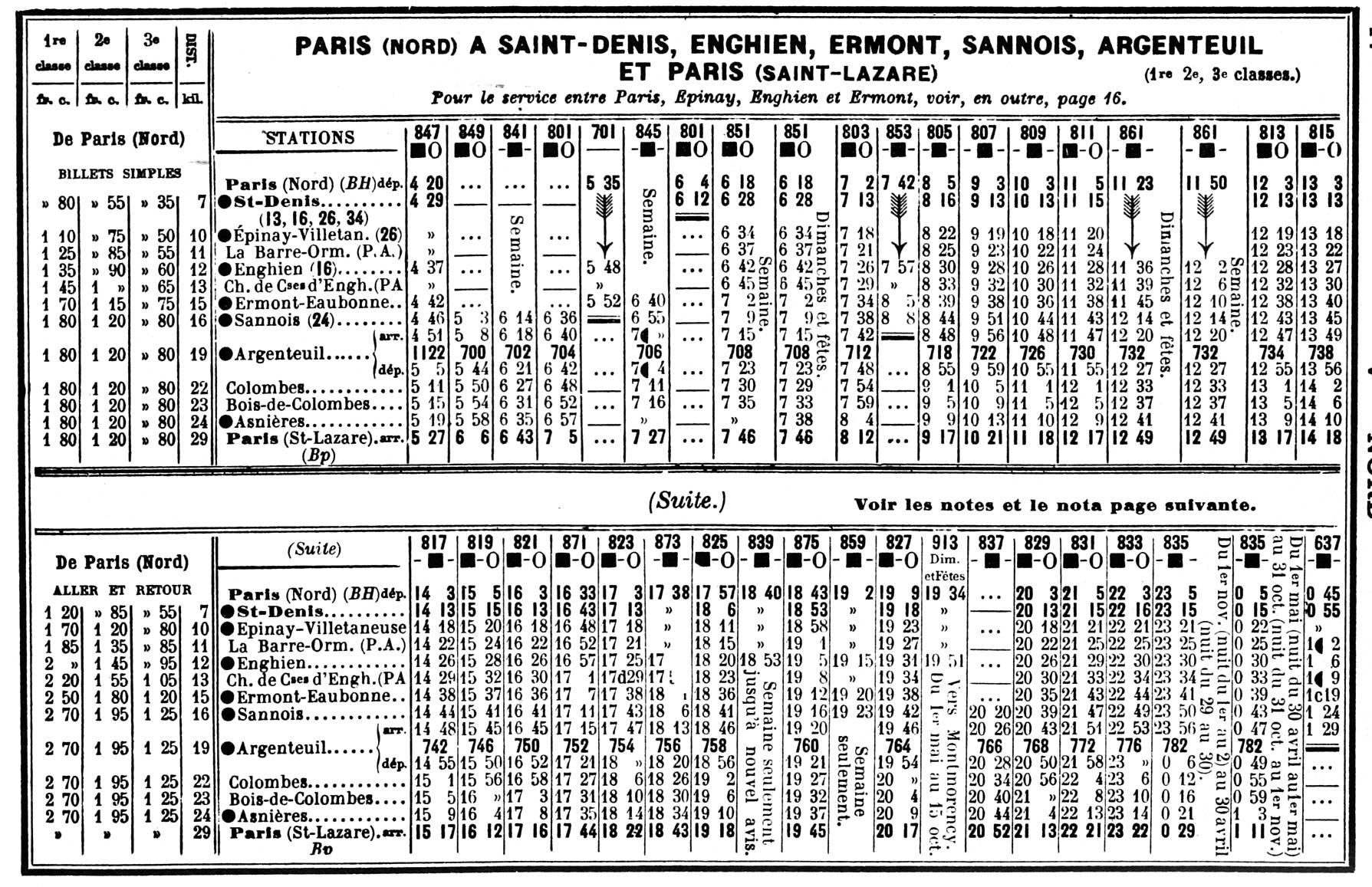
Service circulaire Paris-Nord - Saint-Denis - Enghien - Sannois - Argenteuil - Paris Saint-Lazare en 1914.

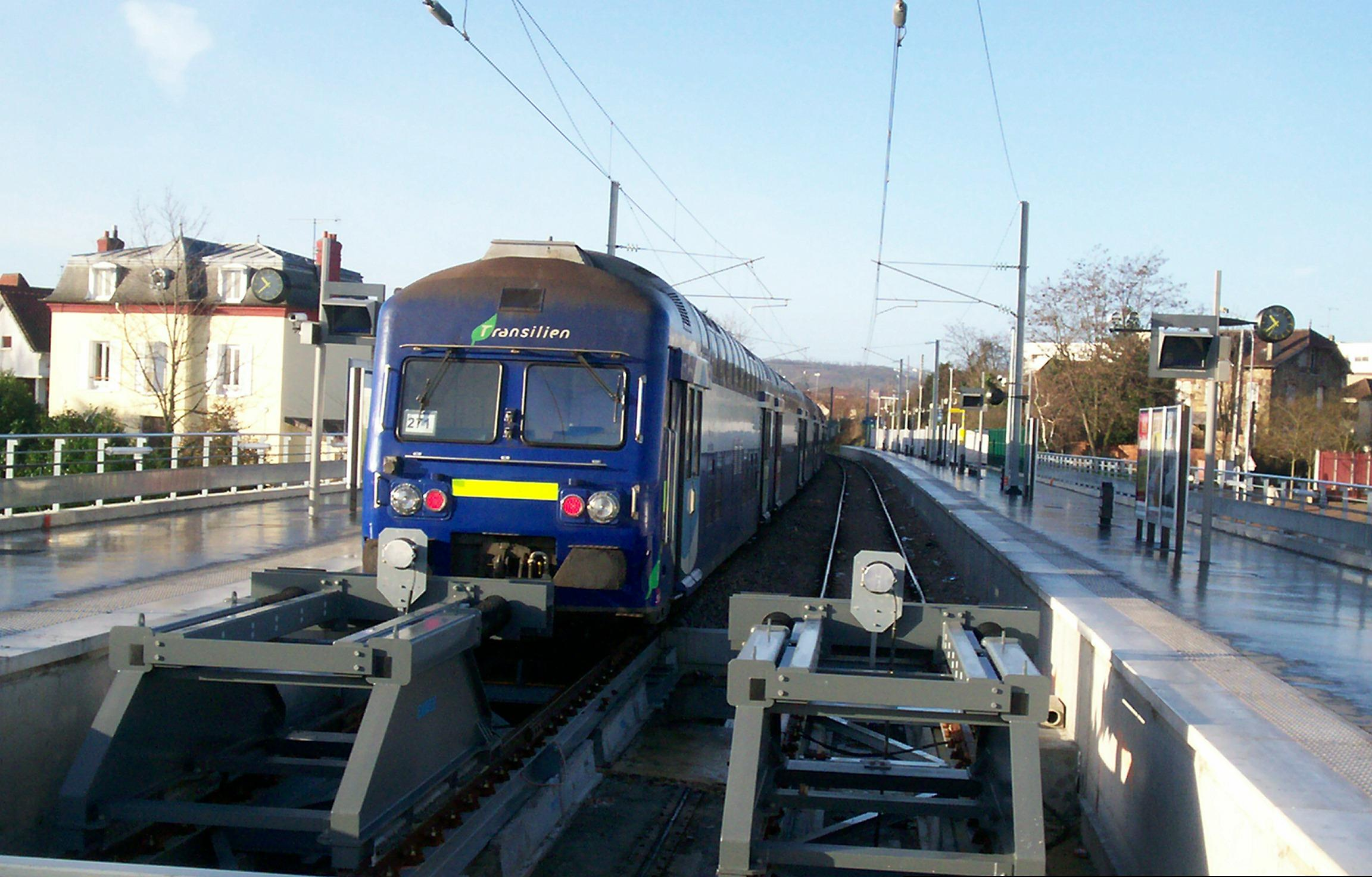
Rame composée de voitures de banlieue à deux niveaux (VB 2N) en livrée Transilien, en gare d'Ermont - Eaubonne.

Selon l'annuaire Chaix de mai 1914 (page I-44), la liaison Saint-Lazare - Argenteuil - Ermont - Gare du Nord était desservie par quelques trains en 70 minutes environ. Cette liaison a été ultérieurement supprimée en raison de la croissance du nombre de trains qui circulaient sur les banlieues Paris-Nord et Paris-Saint-Lazare, et des contraintes qu'imposait le cisaillement des voies qui avait lieu à Ermont.
La ligne est exploitée par la SNCF sous le label Transilien.
La nouvelle liaison ferroviaire entre Ermont - Eaubonne et Paris Saint-Lazare est ouverte depuis le 27 août 2006. Elle relie la gare de Paris-Saint-Lazare à la gare d'Ermont - Eaubonne en desservant huit gares ; cette partie du réseau Saint-Lazare est appelée aussi Groupe IV. Depuis la même date, les trains de la ligne C, qui avaient pour terminus la gare d'Argenteuil, sont réorientés vers le terminus de Montigny - Beauchamp.
La nouvelle desserte s'est en effet accompagnée de la suppression de la branche Argenteuil de la ligne C du RER, de façon à doubler la fréquence vers Montigny - Beauchamp. La nouvelle desserte ne comporte que des trains omnibus (à partir d'Asnières-sur-Seine) et non des trains semi-directs Paris – Argenteuil – Ermont - Eaubonne comme des associations d'usagers le réclamaient. Les usagers de la ligne C à destination des gares de Sannois et d'Argenteuil doivent depuis changer de train à Ermont - Eaubonne puisque cette liaison remplace la branche du RER C qui desservait les gares entre Ermont - Eaubonne et Argenteuil.
Seuls les trains de cette nouvelle liaison desservent les gares du Stade, de Colombes, de Bois-Colombes et d'Asnières-sur-Seine, les autres trains de la ligne J (circulant sur le groupe VI) étant directs de Conflans, de Cormeilles ou d'Argenteuil à Paris sauf : 
1. les trains KOZA qui terminent à Cormeilles (départ de la gare Saint-Lazare en extrême soirée) en desservant toutes les gares à partir d'Asnières-sur-Seine jusqu'à Cormeilles-en-Parisis ;
2. les trains AORA qui terminent à Argenteuil (départ de la gare Saint-Lazare en extrême soirée) en desservant toutes les gares à partir d'Asnières-sur-Seine.

Initialement, les trajets sont assurés par des voitures de banlieue à deux niveaux (VB 2N) ou des RIB 70 tractées ou poussées (réversibilité) par des BB 17000 ou des BB 27300. Le temps de trajet est de 24 à 28 minutes et tous les trains de cette liaison ferroviaire desservent toutes les gares du parcours, à partir d'Asnières-sur-Seine. Grâce à cette nouvelle liaison, on peut se rendre de nouveau d'Ermont - Eaubonne à la gare Saint-Lazare sans changer de train.
En 2019, le parcours est assuré par des rames Z 50000.

### Fréquences

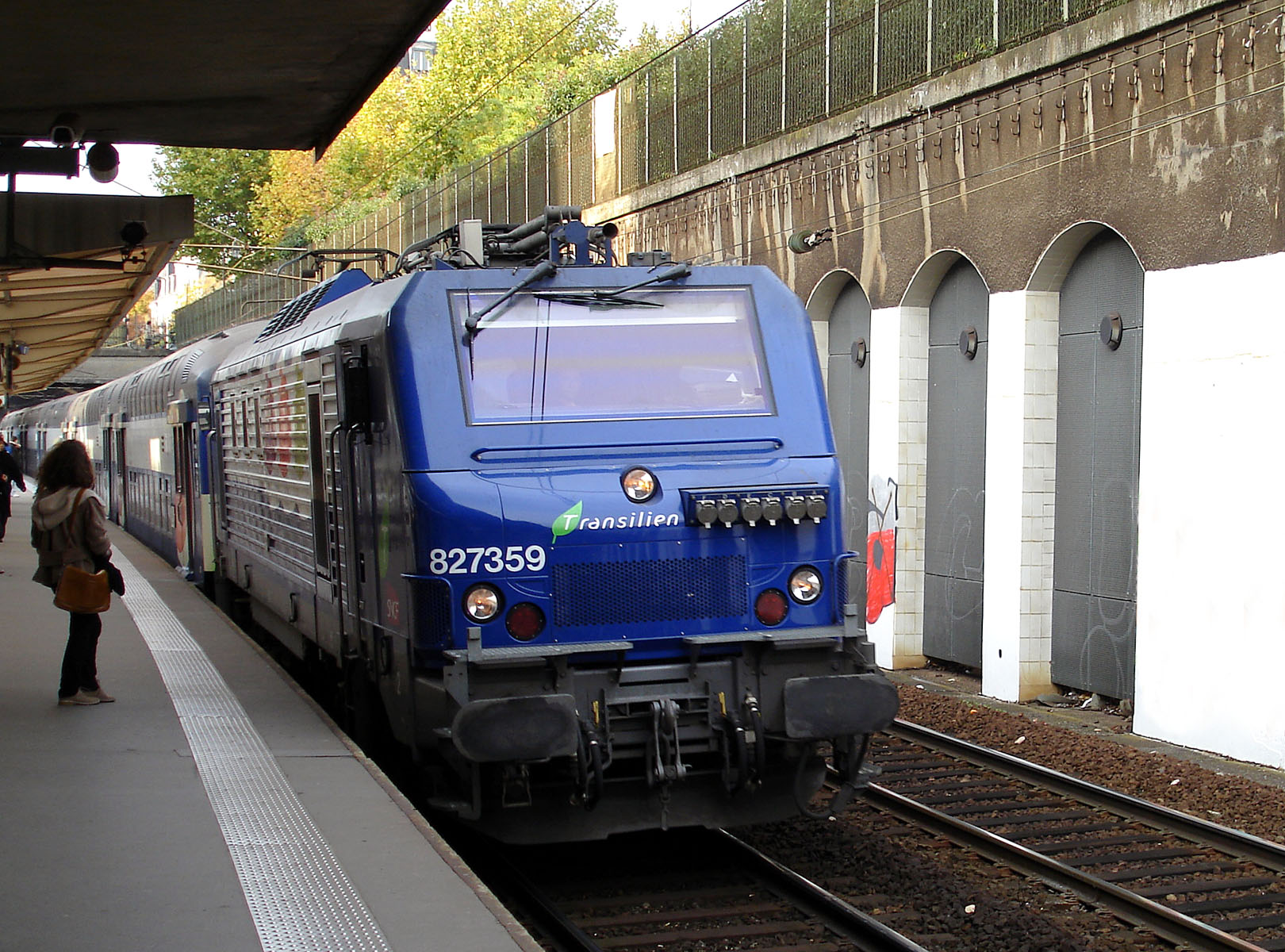
Une BB 27300 tracte une rame composée de voitures de banlieue à deux niveaux (VB 2N) à Bois-Colombes.

- un train toutes les dix minutes aux heures de pointe ;
- un train tous les quarts d'heure aux heures creuses ;
- un train toutes les demi-heures à Sannois et Ermont - Eaubonne en extrême soirée.

### Codes-Missions
- P (Paris Saint-Lazare)

PAPE : Toutes gares desservies d'Ermont - Eaubonne à Asnières-sur-Seine puis direct Paris-Saint-Lazare
PERA : Toutes gares desservies d'Argenteuil à Asnières-sur-Seine puis direct Paris-Saint-Lazare
- A (Argenteuil)

AORA : Au départ de Paris-Saint Lazare, dessert toutes les gares d'Asnières-sur-Seine à Argenteuil
- E (Ermont - Eaubonne)

EAPE : Au départ de Paris-Saint Lazare, dessert toutes les gares d'Asnières-sur-Seine à Ermont - Eaubonne

## Galerie de photographies

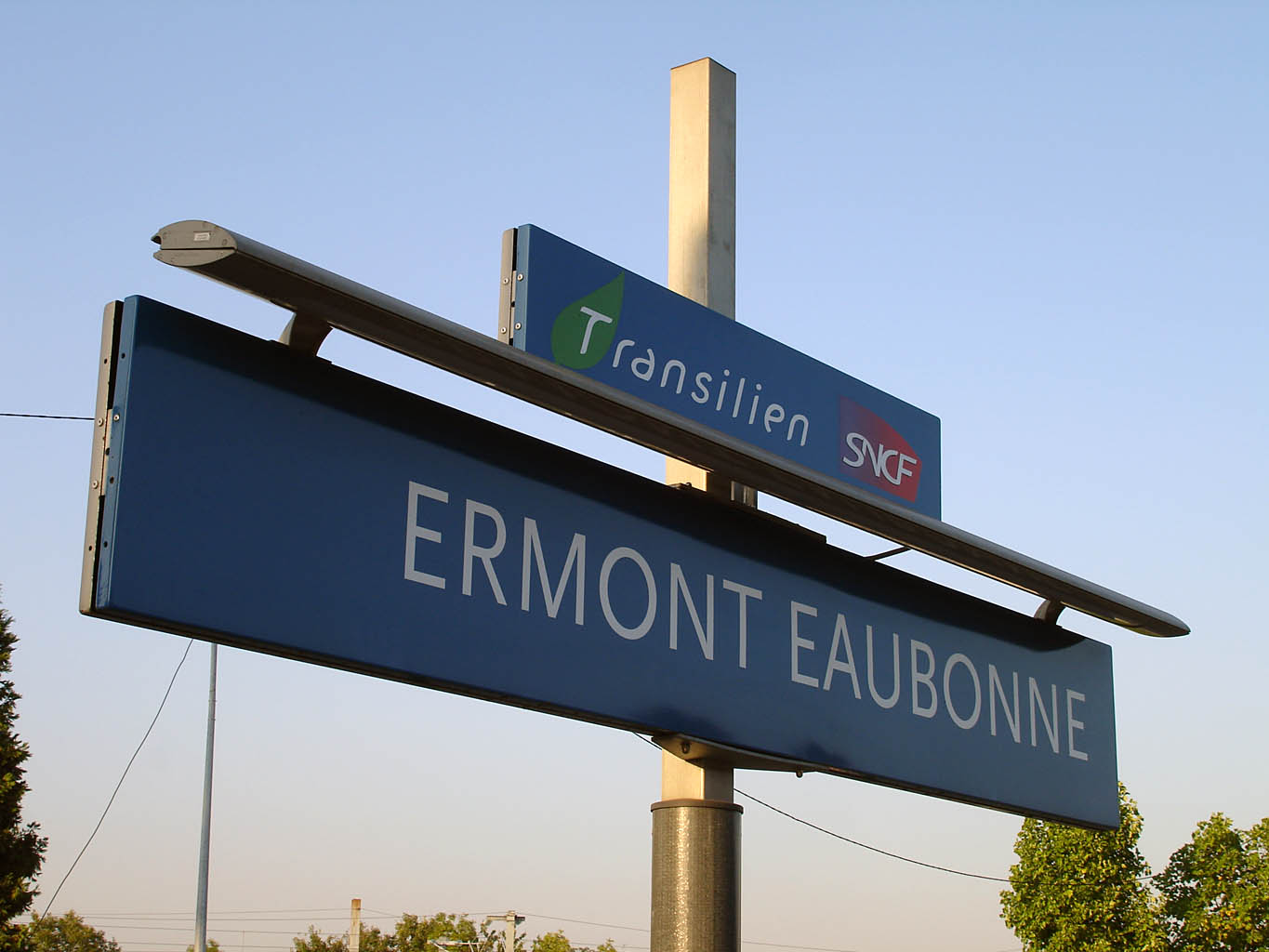
Signalétique à Ermont - Eaubonne.
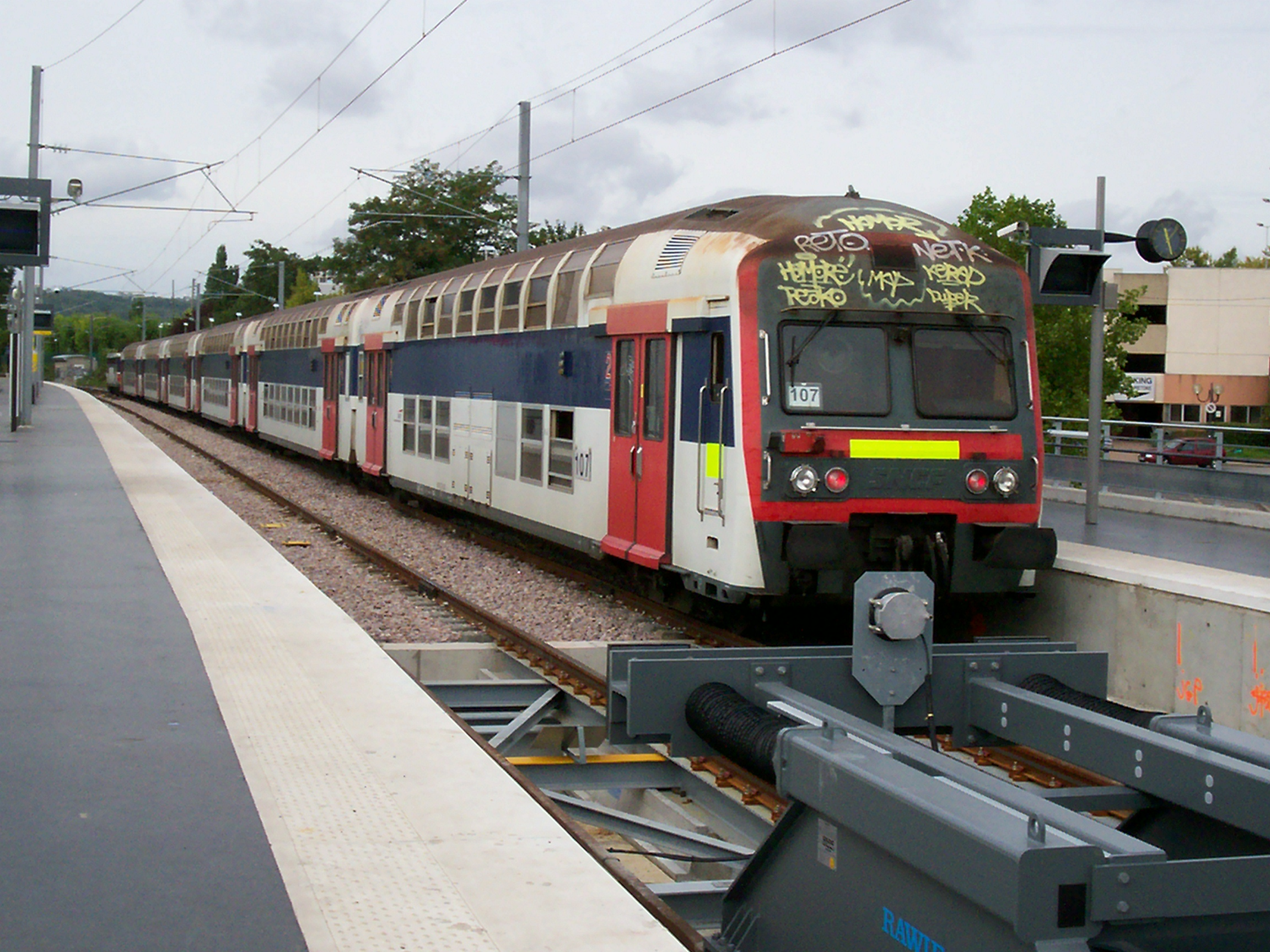
Rame VB 2N en livrée Île-de-France (Bleu-Blanc-Rouge) en gare d'Ermont - Eaubonne.
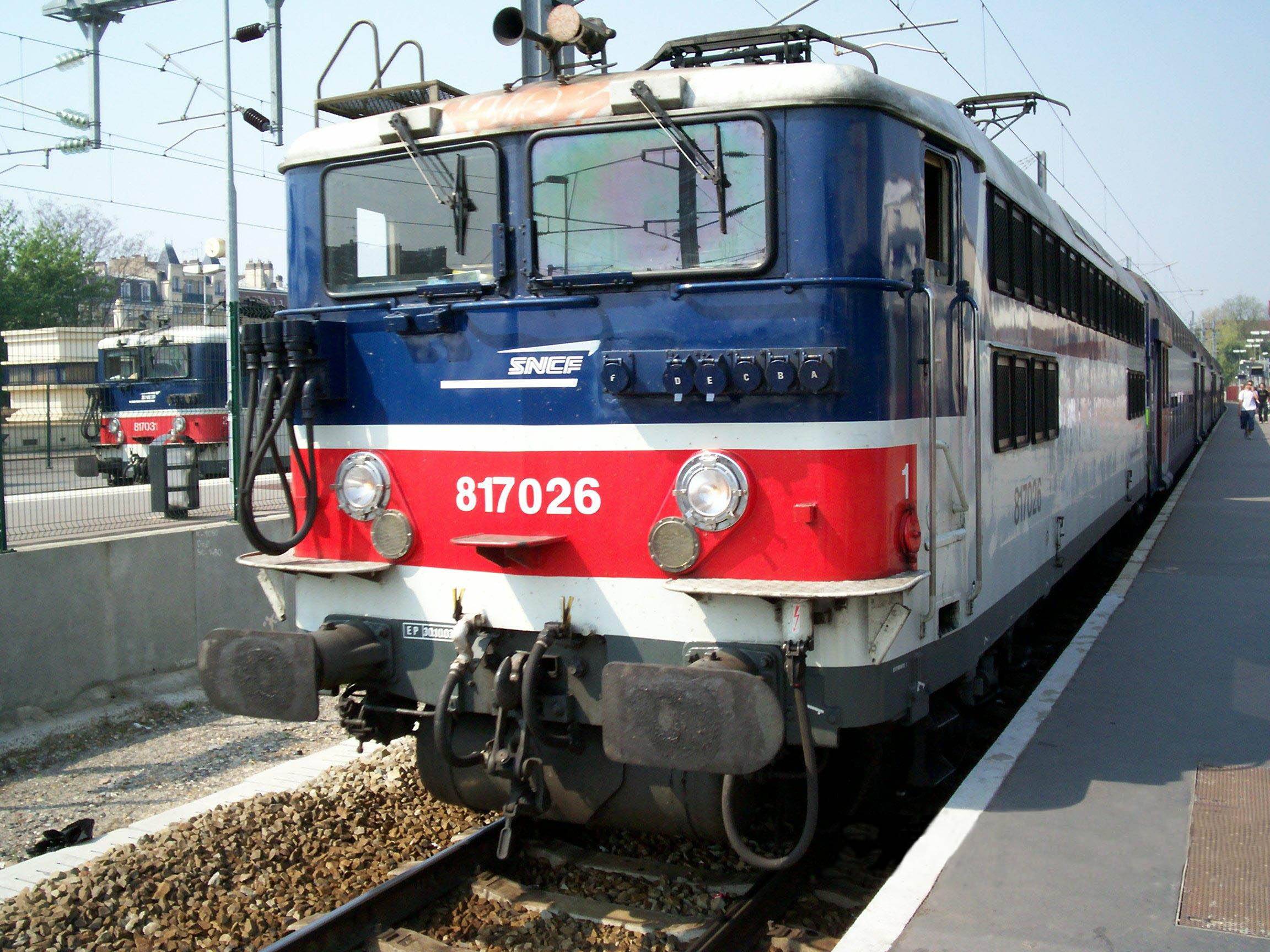
Locomotive BB 17026 en gare d'Argenteuil.
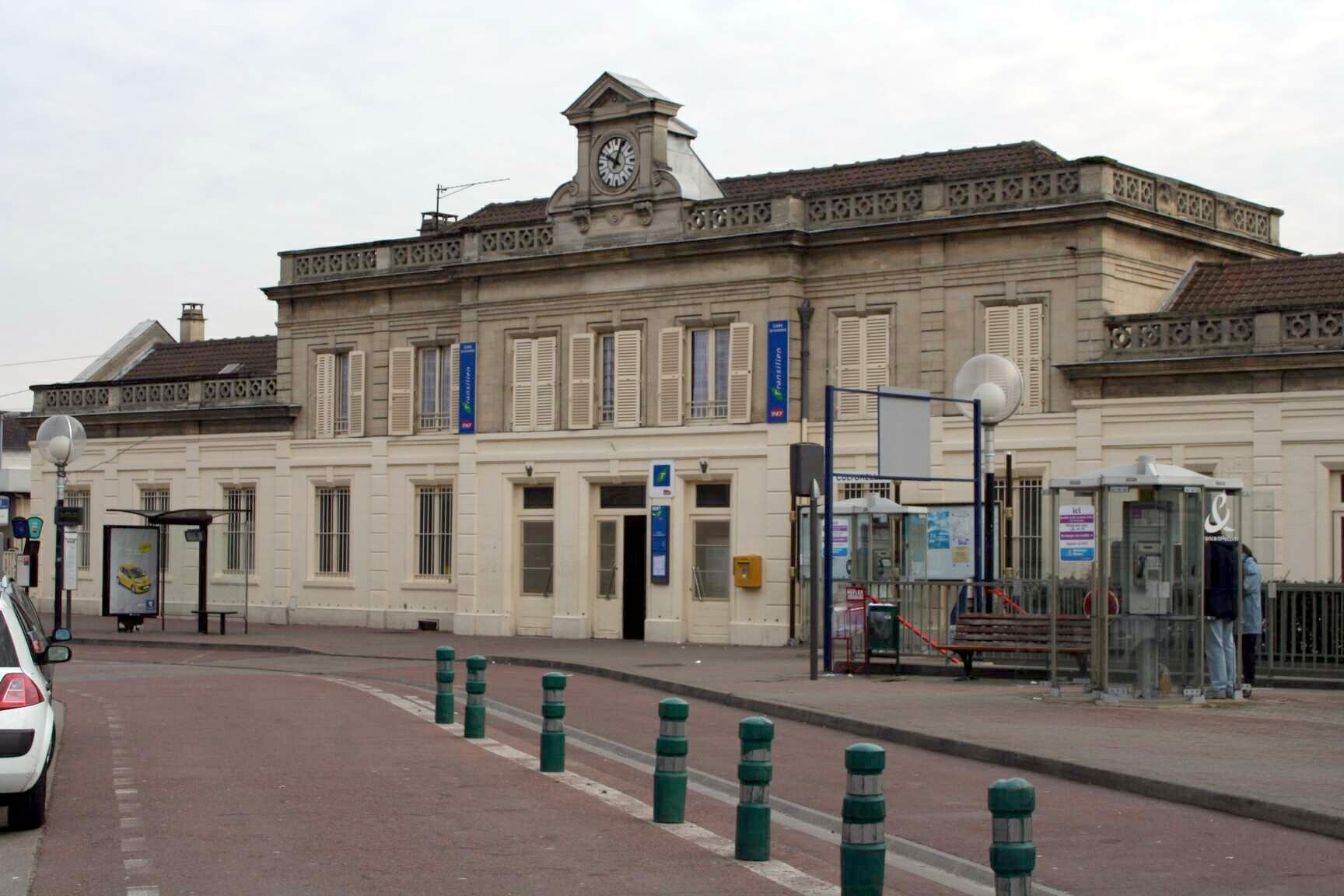
La gare de Sannois.